# Murayama Taka
Det här är en artikel om en person med japanskt personnamn; Murayama är familjenamnet.
Murayama Taka, född 1809, död 1876, var en japansk geisha.
Hon blev geisha 1839 och verksam med att dansa och spela musik. 
Hon är känd som hjältinnan i novellen "Hana no shogai" av Seiichi Funahashi.